# Liga III
Liga III es el nombre de la tercera división en el sistema de ligas del fútbol rumano, organizada por la Federación Rumana de Fútbol. Antes de la temporada 2006/07 era conocida como Divizia C.

## Formato
La Liga III está formada por diez grupos paralelos, cada uno con diez equipos. Los cuatro primeros de cada grupo juegan un playoff por el título, mientras que los seis últimos de cada grupo juegan un playoff para evitar el descenso.

## Equipos de la Temporada 2022/23
| Club                 | Ciudad         | Estadio            | Capacidad |
| -------------------- | -------------- | ------------------ | --------- |
| CSM Bacău            | Bacău          | Letea Veche        | 1.500     |
| Bucovina Rădăuți     | Rădăuți        | Municipal          | 3.000     |
| Ceahlăul Piatra      | Piatra Neamț   | Stadionul Ceahlăul | 18.000    |
| FK Csíkszereda II    | Miercurea Ciuc | Municipal          | 1.200     |
| Dante Botoşani       | Botoşani       | Stadionul 1 Mai    | 2.000     |
| Foresta Suceava      | Suceava        | Stadionul Areni    | 12.500    |
| Rapid Brodoc         | Vaslui         | Municipal          | 9.200     |
| Şomuz Fălticeni      | Fălticeni      | Tineretului        | 4.000     |
| CS Știința Miroslava | Miroslava      | Stadionul Comunal  | 1.000     |
| Viitorul Darabani    | Darabani       | Chirica Puşcaşu    | 1.000     |

| Club                | Ciudad        | Estadio                   | Capacidad |
| ------------------- | ------------- | ------------------------- | --------- |
| Aerostar Bacău      | Bacău         | Aerostar                  | 1.500     |
| Dacia Unirea Brăila | Brăila        | Municipal                 | 20.154    |
| Dinamo Bacău        | Bacău         | Stadionul Săuceşti        |           |
| CSM Focșani         | Focșani       | Milcovul                  | 8.500     |
| AFC Metalul Buzău   | Buzău         | Cornel Negoescu           | 1.573     |
| CSM Râmnicu Sărat   | Râmnicu Sărat | Municipal                 | 6.500     |
| Sporting Lieşti     | Liești        | Comunal                   | 2.500     |
| Unirea Braniştea    | Braniștea     | Stadionul Braniștea       |           |
| CS Viitorul Ianca   | Ianca         | Stadionul Ștefan Vrăbioru | 4.000     |
| ACS Voința Limpeziș | Limpeziș      | Vointa                    | 50        |

| Club                  | Ciudad        | Estadio         | Capacidad |
| --------------------- | ------------- | --------------- | --------- |
| CS Afumați            | Afumați       | Comunal         | 3.000     |
| FC Agricola Borcea    | Borcea        | Comunal         | 800       |
| CS Amara              | Amara         | Amara           | 1.000     |
| FC Dunărea Călărași   | Călărași      | Ion Comșa       | 10.400    |
| FC Farul Constanța II | Constanța     | Viitorul        | 4.554     |
| Gloria Albeşti        | Albeşti       | Comunal         | 1.000     |
| CS Gloria Băneasa     | Bucarest      | Central Băneasa | 1.000     |
| ACS Înainte Modelu    | Modelu        | Vasile Enache   | 1.000     |
| Recolta Gheorghe      | Gheorghe Doja | Comunal         | 1.000     |
| FC Voluntari II       | Voluntari     | Gheorghe Dincă  | 1.500     |

| Club                     | Ciudad           | Estadio              | Capacidad |
| ------------------------ | ---------------- | -------------------- | --------- |
| FC Astra Giurgiu         | Giurgiu          | Marin Anastasovici   | 8.500     |
| FC Dinamo II București   | Bucarest         | Florea Dumitrache    | 1.500     |
| Muscelul Câmpulung Elite | Câmpulung        | Muscelul             | 6.000     |
| Flacăra Moreni           | Moreni           | Flacăra              | 10.000    |
| SC Popești-Leordeni      | Popești-Leordeni | Inter Gaz            | 2.000     |
| FC Pucioasa              | Pucioasa         | Dumitru Tică Popescu | 1.000     |
| CS Real Bradu            | Bradu            | Central              | 5.000     |
| FC Steaua II București   | Bucarest         | Baza Sportivă ARCOM  | 1.000     |
| CS Tunari                | Tunari           | Comunal              | 1.000     |
| ACS Unirea Bascov        | Bascov           | Comunal              | 2.000     |

| Club               | Ciudad            | Estadio                 | Capacidad |
| ------------------ | ----------------- | ----------------------- | --------- |
| CS Blejoi          | Blejoi            | Comunal                 | 1.500     |
| SR Brașov          | Brașov            | Stadionul Tineretului   | 8.800     |
| Kids Tâmpa Brașov  | Brașov            | Stadionul ICIM          | 3.000     |
| Odorheiu Secuiesc  | Odorheiu Secuiesc | Municipal               | 5.000     |
| Olimpic Cetate     | Râșnov            | Stadionul Bucegi        | 3.000     |
| Olimpic Zărneşti   | Zărneşti          | Celuloza                |           |
| CS Păulești        | Păulești          | Municipal               | 1.000     |
| CSO Plopeni        | Plopeni           | Gheorghe Șilaev         | 9.000     |
| Sepsi OSK II       | Sfântu Gheorghe   | Municipal               | 5.000     |
| KSE Târgu Secuiesc | Târgu Secuiesc    | Stadionul Dr. Sinkovits | 3.000     |

| Club                     | Ciudad          | Estadio               | Capacidad |
| ------------------------ | --------------- | --------------------- | --------- |
| FCM Alexandria           | Alexandria      | Stadionul Peco        | 1.000     |
| Cetatea Turnu Măgurele   | Turnu Măgurele  | Municipal             | 2.000     |
| CS Cozia Călimănești     | Călimănești     | Cozia                 | 3.000     |
| Flacăra Horezu           | Horezu          | Stadionul Treapt      | 500       |
| ACS Minerul Costeşti     | Costești        | Stadionul Hidro Arena |           |
| Petrolul Potcoava        | Colonești       | Mircea Stan           | 500       |
| Sporting Roşiori         | Roșiori de Vede | Municipal             | 5.000     |
| Universitatea Craiova II | Craiova         | Stadionul Extensiv    | 7.000     |
| CS Vedița Colonești      | Colonești       | Mircea Stan           | 500       |
| CS Viitorul Dăești       | Dăești          | Gheorghe Ciociu       | 1.500     |

| Club                  | Ciudad           | Estadio             | Capacidad |
| --------------------- | ---------------- | ------------------- | --------- |
| Armata Aurul Brad     | Brad             | Stadionul Aurul     | 1.500     |
| CSM Deva              | Deva             | Stadionul Cetate    | 4.000     |
| CSO Filiași           | Filiași          | Stadionul Orășenesc | 1.360     |
| CS Gilortul           | Târgu Cărbunești | Cristinel Răducan   | 1.000     |
| CS Jiul Petroșani     | Petroșani        | Petre Libardi       | 15.500    |
| ACS Progresul Ezeriș  | Caransebeș       | Municipal           | 3.000     |
| CSO Retezatul Haţeg   | Hațeg            | Retezatul           | 2.000     |
| Viitorul Şimian       | Şimian           | Ion Floricică       |           |
| Viitorul Târgu Jiu II | Târgu Jiu        | Tudor Vladimirescu  | 9.200     |
| AS Voinţa Lupac       | Ghermănești      | Vointa              | 2.000     |

| Club                    | Ciudad        | Estadio          | Capacidad |
| ----------------------- | ------------- | ---------------- | --------- |
| Avântul Periam          | Periam        | Avântul          | 1.000     |
| CS Crișul Chișineu-Criș | Chișineu-Criș | Crișul           | 2.000     |
| CSC Ghiroda             | Ghiroda       | Emilian Pavel    | 1.000     |
| Gloria Lunca            | Cermei        | Comunal-Central  | 1.000     |
| CS Ineu                 | Ineu          | Central-Parc     | 3.000     |
| CS Phoenix Buziaș       | Buziaș        | Stadionul Carani | 1.000     |
| Pobeda Stár Bišnov      | Stár Bišnov   | Hristo Stoichkov | 1.000     |
| Progresul Pecica        | Pecica        | Progresul        | 2.000     |
| CSM Şcolar Reşiţa       | Reșița        | Mircea Chivu     | 12.500    |
| CS Șoimii Lipova        | Lipova        | Șoimii           | 2.000     |

| Club                     | Ciudad      | Estadio                | Capacidad |
| ------------------------ | ----------- | ---------------------- | --------- |
| FCM Avântul Reghin       | Reghin      | Municipal              | 5.000     |
| FC Corvinul Hunedoara    | Hunedoara   | Michael Klein          | 16.500    |
| Metalurgistul Cugir      | Cugir       | Metalurgistul Arena    | 4.000     |
| CS Ocna Mureș            | Ocna Mureș  | Soda                   | 1.500     |
| Sănătatea Cluj           | Cluj-Napoca | Baza Sportivă Dan Anca | 1.000     |
| ASA Târgu Mureș          | Târgu Mureș | Estadio Trans-Sil      | 8.000     |
| FC Unirea Alba Iulia     | Alba Iulia  | Cetate                 | 8.500     |
| Unirea Ungheni           | Ungheni     | Unirea                 | 2.000     |
| Universitatea Alba Iulia | Alba Iulia  | Municipal Victoria     | 18.000    |
| Viitorul Cluj            | Cluj-Napoca | Baza Sportiva Napoca   | 1.000     |

| Club                       | Ciudad            | Estadio                      | Capacidad |
| -------------------------- | ----------------- | ---------------------------- | --------- |
| Băile Felix                | Sânmartin         | Comunal                      | 1.000     |
| CFR II Cluj                | Cluj-Napoca       | Stadionul CMC                | 3.000     |
| Luceafărul Oradea          | Oradea            | Luceafărul                   | 3.400     |
| Minerul Ocna Dej           | Dej               | Baza Sportivă Jucu de Mijloc |           |
| CSM Satu Mare              | Satu Mare         | Daniel Prodan                | 18.000    |
| Sighetu Marmației          | Sighetu Marmației | Municipal                    | 5.000     |
| Sportul Șimleu             | Șimleu Silvaniei  | Măgura                       | 1.537     |
| ACS Unu Fotbal Club Gloria | Bistrița          | Gloria                       | 7.800     |
| Victoria Carei             | Carei             | Victoria                     | 4.000     |
| SCM Zalău                  | Zalău             | Municipal                    | 3.500     |